# ブラックカード

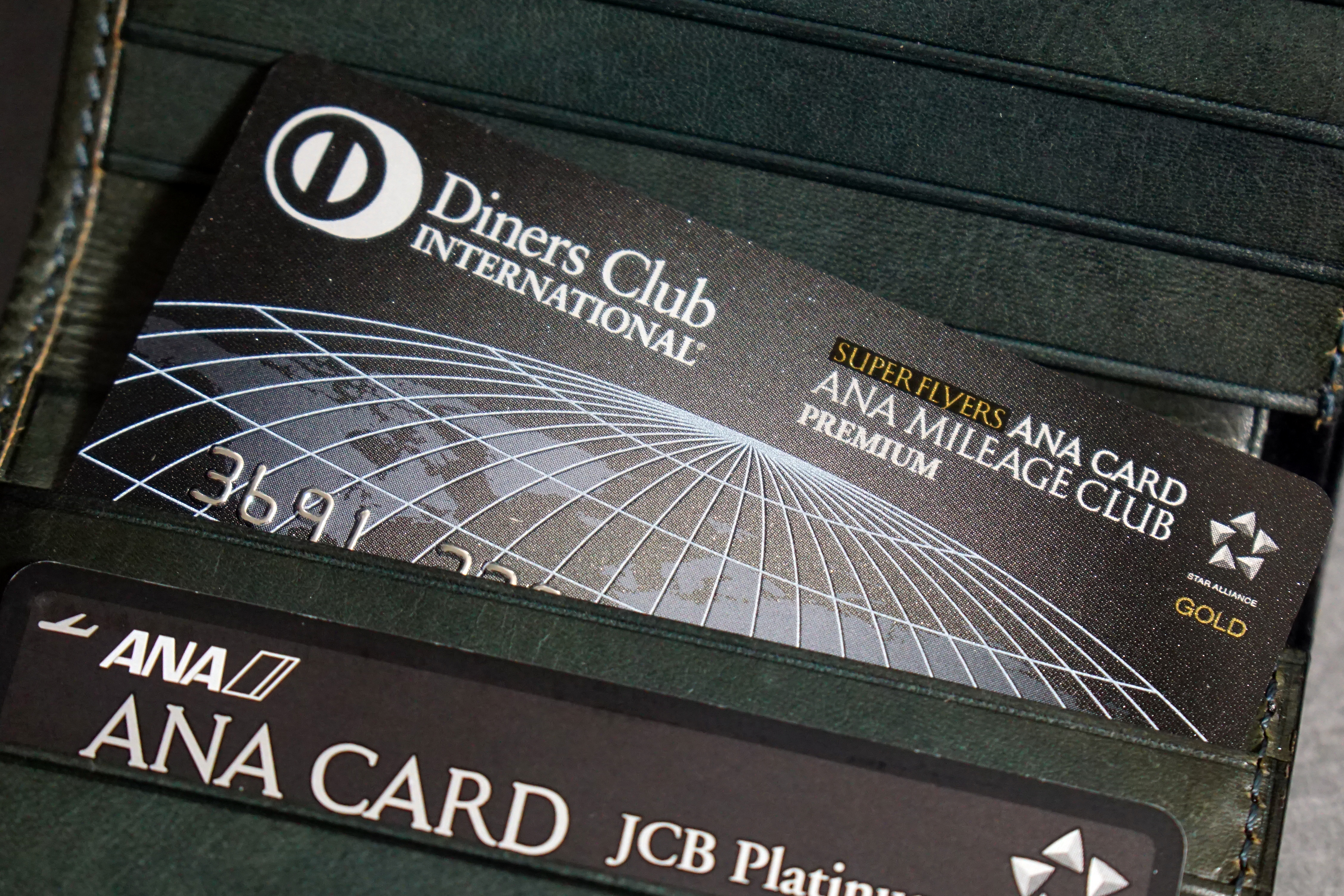
ANA ダイナース スーパーフライヤーズ プレミアムカード

ブラックカード（英語: Black card）とは、クレジットカード及びデビットカードの一つである。
なお、日本に於いて「ブラックカード」は、米Card 1 LLC（カード 1 リミテッド ライアビリテイ カンパニー）が商標登録している。

## 概要
ブラックカードと通称された最初のクレジットカードは、American Express（アメリカン・エキスプレス）がアメリカ合衆国では1999年から、日本では2002年から発行している「Centurion Card」（センチュリオン・カード）である。この券面がブラック（黒）を基調とするデザインである為、ブラックカードと通称されることとなった。
その後、他社もこれを模倣し、「プラチナカード」（「プラチナ・カード」はアメリカン・エキスプレスが商標登録している）より上位の券種のクレジットカードにブラック（黒）を基調とするデザインを採用するようになった。但し、提携カードなどでは必ずしも黒を基調とするデザインであるとは限らない。

### 入会方法
一般から申し込む事が出来ず、ブラックカードの発行元からの招待（インビテーション）による場合が多い。発行元の判断でフォルダーなどが送付され、その中に入っている案内状から発行元に連絡すると使用可能になるといったものが多い。

## よくある誤解
ブラックカードは、クレジットカードにおける最上位の券種の俗称である。例えば、前述したAmerican Expressは「Centurion」、Visaは「Infinite」がそれぞれ最上位の券種の名称であり、「ブラック」の名称を使用していない。なお、発行元によっては「ブラックカード」の名称でクレジットカードを発行している例はあり、例えば、2009年に当時の楽天KC（現在のNexus Card）は、「楽天ブラックカード」を発行している（2011年に発行元を楽天カードに変更）。
また、ブラックカードは、限度額が無く無制限で使えると誤解される場合があるが、実際は上限が存在する。

## 国際ブランド別の最上位券種
前述した通り、国際ブランドではブラックの名称を使用していない為、本節では日本に於ける各社が発行する「プラチナカード」又はこれに準ずるカードより上位の券種を国際ブランド毎に記載する。但し、カードによっては、券面が必ずしも黒を基調とするデザインでない場合や必ずしも招待制でない場合がある。

### クレジットカード

#### American Express
日本では、American Express International（アメリカン・エキスプレス・インターナショナル）日本支社が発行している「プラチナ・カード」より上位の券種として「センチュリオン・カード」を発行している。
また、クレディセゾンが発行している「セゾンプラチナ・アメリカン・エキスプレス・カード」より上位の券種として「セゾンダイヤモンド・アメリカン・エキスプレス・カード」が招待制を採っており、ブラック（黒）を基調とするデザインを採用している。

#### Diners Club
日本では、三井住友トラストクラブが発行している「ダイナースクラブカード」より上位の券種として「ダイナースクラブ プレミアムカード」及び「ダイナースクラブ ロイヤルプレミアムカード」がいずれも招待制を採っており、ブラック（黒）を基調とするデザインを採用している。

#### JCB
日本では、ジェーシービー(JCB)が発行している「JCBプラチナ」より上位の券種として「JCBザ・クラス」を発行している。
なお、日本以外の国や地域では異なる券種が発行されている。例えば、台湾では、「JCB Platinum」より上位の券種として「JCB Precious」、「JCB Grand」、「JCB Eternity」がある。

#### Mastercard
日本では、「プラチナMastercard」より上位の券種として「ワールドMastercard」及び「ワールドエリートMastercard」がある。
なお、Mastercardは2025年に「World Legend Mastercard」を発表しているが、日本では発行していない。

##### World Mastercard
プロパーカードでは、三井住友トラストクラブが「TRUST CLUB ワールドカード」を発行している。また、提携カードでは、アプラスが「ポルシェカード」を発行している。
なお、三井住友カードが発行している「Amazon Mastercard」及び「Amazon Prime Mastercard」は、それぞれのカードの裏面に「world」の印字がある。

##### World Elite Mastercard
プロパーカードでは、三井住友トラストクラブが「TRUST CLUB ワールドエリートカード」を発行している。また、提携カードでは、アプラスが「Luxury Card」を発行している。
なお、「Luxury Card」には、「Mastercard Black Diamond」、「Mastercard Gold Card」、「Mastercard Black Card」、「Mastercard Titanium Card」があるが、その全てが「ワールドエリートMastercard」である。

#### Visa
日本では、「Visaプラチナカード」より上位の券種として「Visa Infiniteカード」があり、三井住友カードが発行を予定している。
なお、過去にはスルガ銀行が「SURUGA Visa Infiniteカード」を発行していたが、2023年1月31日を以て取扱を終了し、「SURUGA Visaクレジットカード（支払専用）」に移行している。

### デビットカード
住信SBIネット銀行が発行している「プラチナデビットカード(Mastercard)」は、プラチナと称しているが、「ワールドMastercard」である。
なお、REVOLUT TECHNOLOGIES JAPANが過去に誤って「Visa Infinite」のロゴが印字されたカードを発行した例がある。

## 脚註
1. ↑  『楽天ＫＣ株式会社の株式の取得（子会社化）及び貸付金の譲受に関するお知らせ並びに藤澤信義氏（筆頭株主並びに当社取締役）からの多額な借入に関するお知らせ』（PDF）（プレスリリース）。
2. ↑  「クレディセゾンのブラックカード「セゾンダイヤモンド・アメリカン・エキスプレス・カード」はどうやって誕生した？（菊地崇仁）」『ポイ探ニュース』2025年4月25日。
3. ↑  “FY2024 2Q 決算説明会” (PDF). 2025年6月30日閲覧。
4. ↑  「最高峰クレジットカード「ダイナースクラブ ロイヤルプレミアムカード」を初公開! 999枚限定、究極の"おもてなし"とは?」『マイナビニュース』2024年7月3日。
5. ↑  “ブラックカードとは？年収など持つための条件と年会費・招待の受け方を解説”. 2024年7月7日閲覧。
6. ↑  『JCB、台湾で富裕層向け「JCB Eternity」カードの展開を開始』（プレスリリース）。
7. 1 2  “ワールドMastercard®”. 2024年7月7日閲覧。
8. ↑  “ワールドエリート Mastercard®”. 2024年7月7日閲覧。
9. ↑  “Elevating cardholder experiences worldwide with The Mastercard Collection and introduction of World Legend Mastercard” (Press release).
10. 1 2  『三井住友トラストクラブ　Mastercardのクレジットカードにコンタクトレス決済を搭載　カードデザインも刷新』（PDF）（プレスリリース）。
11. ↑  『「ポルシェカード」の券面デザインが刷新』（PDF）（プレスリリース）。
12. ↑  「Amazon Prime Mastercardが到着！　新Amazon MastercardはMastercardのワールド？」『ポイ探ニュース』2022年4月6日。
13. ↑  『富裕層のお客さま向けクレジットカード「Luxury Card」の日本初の提携発行について』（PDF）（プレスリリース）。
14. ↑  『ラグジュアリーカード、日本上陸5周年を記念して天然ダイヤモンドをあしらった最上位クラスの完全招待制カード『Mastercard Black Diamond』が登場！』（プレスリリース）。
15. 1 2 3 4  『日本初の金属製縦型カード！ラグジュアリーカード、カードデザインを一新し全カードに『縦型カード』を導入。また、新たな選択肢として新色『Rose Gold』も追加。』（プレスリリース）。
16. ↑  『総合金融サービスOliveの新たな資産運用サービスの提供に向けたSMBCグループとSBIグループによる業務提携について』（PDF）（プレスリリース）。
17. ↑  “SURUGA Visaクレジットカード（支払専用）”. 2023年7月9日閲覧。
18. ↑  「RevolutのInfiniteはやはりミス！　日本ではInfiniteの発行はなし！」『ポイ探ニュース』2022年9月10日。